# Anolis anatoloros
Anolis anatoloros är en ödleart som beskrevs av  Ugueto,rivas Fuenmayor, Barros SÁNCHEZ-PACHECO och GARCÍA-PÉREZ 2007. Anolis anatoloros ingår i släktet anolisar, och familjen Polychrotidae. Inga underarter finns listade i Catalogue of Life.